# 덴마크의 여자 배우 목록

## 가
- 트리네 가데베르
- 안니 비르기트 가르테
- 마리아 가를란
- 리스베트 가이헤데
- 베라 게부르
- 엘렌 고트샬크
- 베라 게부르
- 소피 그로뵐
- 유디 그링에르
- 피아 그뢰닝
- 게르다 길뵈

## 나
- 베티 난센
- 게르다 네우만
- 카린 넬모세
- 마틸데 노르홀트
- 굴마이 노린
- 기타 뇌르뷔
- 마리 니데르만
- 브리기테 닐센
- 마틸데 닐센
- 아나 닐센
- 아스타 닐센
- 아야 닐센
- 오다 닐센
- 코니 닐센
- 니브 닐센

## 다
- 도르테 담스고르
- 리스베트 달
- 니키 데인
- 이벤 도르네르
- 마그다 폰 돌케
- 트리네 뒤르홀름
- 라우라 드라스베크
- 밀레 디네센

## 라
- 일셀릴 라르센
- 잉에르 라르센
- 리 라스무센
- 헨리 라우리센
- 하나 랄프
- 아그네스 레니
- 비르기테 레이메르
- 시세 레인고르
- 구리 리스테르
- 소냐 리스테르
- 마르그레테 렌로프
- 우틸리아 렝키비츠
- 니나 펜스 로데
- 베른하르디네 로센바움
- 보딜 로싱
- 요하네 로싱
- 비르기테 로베르
- 리스 뢰베르트
- 헬리 루이센
- 카밀라 오베르뷔 루스
- 율리 룬
- 리스베트 룬드크비스트
- 미아 뤼네
- 카렌 뤼케후스
- 라네 린
- 브리타 릴레쇠에
- 리세 링헤임

## 마
- 아나 카타리나 마테르나
- 게르다 마센
- 오사 마센
- 토베 마에스
- 말루
- 사라마리 말타
- 코니 메이링
- 리스베트 모빈
- 카테 문트
- 샤를로테 뭉크
- 샤를로테 뭉크스고르
- 카롤리네 뮐러
- 루이세 미에리츠
- 란디 미켈센
- 뤼케 산 미켈센

## 바
- 리세 바스트루프
- 앤 비 바르부르크
- 바비
- 그리 바이
- 비비 바흐
- 메레테 반 캄프
- 발다 발퀴린
- 카튀 발렌틴
- 토베 발렌스트룀
- 키르스텐 발테르
- 릴리 브로베그
- 리네아 베르텔센
- 비비 베렌스
- 비키 베를린
- 로테 베베르
- 릴리 베이딩
- 릴리 베크
- 율리 베르텔센
- 시몬 벤딕스
- 카리나 벨
- 리바 벨
- 베아트리세 보네센
- 하네 보르크세니우스
- 사라 보베르
- 테클라 보에센
- 에리카 보이그트
- 수세 볼
- 마리아네 부르농빌
- 샤를로테 부르농빌
- 리스베트 불프
- 잉가보그 브람스
- 수사네 브레우닝
- 레네 브뢰눔
- 비르기트 브뤼엘
- 아우구스타 블라드
- 마가레트 블란시
- 헨니 린도르프 부쾨
- 아나 블로크
- 마르궤리테 비비
- 헬레 비르크네르
- 아스트리드 빌라우메

## 사
- 아비 사길드
- 비르기트 사돌린
- 사비나
- 에밀리 사놈
- 푸크 샤바우
- 델리아 셰파르드
- 페트린 소네
- 마리 토우렐 쇠데르베르
- 율리 쇠드링
- 비르기테 요르트 쇠렌센
- 카밀라 쇠에베르
- 클라라 쇤펠드
- 그레테 쇵크
- 에바 그람 숄다니게르
- 솔베이그 순보르
- 말레네 슈바르츠
- 요하네스 루이스 슈미트
- 안 스뮈네르
- 키튀 스반
- 엘가 올가 스벤센
- 올가 스벤센
- 질자 스위트
- 보딜 스텐
- 파프리카 스텐
- 잉에르 스텐데르
- 유테 스텐스고르
- 엘세베트 스텐토프트
- 스티네 스텡아데
- 소피 스토우고르
- 아네테 스퇴벨베크
- 아네테 스트뢰위베르
- 잉게보르 스팡스펠트

## 아
- 마야 아바바자니
- 이테벤 아빌드스트룀
- 에르니 아에네손
- 라네 아를리엔쇠보르
- 메테 마리 아스트루프
- 비르기테 안데르센
- 율리 브로쇼르스트 안데르센
- 에바 암펠드
- 엘세 야를바크
- 엘렌 얀쇠
- 헬레네 에겔룬드
- 린다 안드루스
- 귈리 안드리
- 몰뤼 에겔린
- 크리스틴 엑스네르
- 민나 예르겐센
- 보딜 예르겐센
- 안 엘레오노라 예르겐센
- 울라 예센
- 카렌 옌센
- 린다 엘비라
- 릴리안 엘리스
- 이벤 예일레
- 보딜 옌센
- 알리세 오프레릭스
- 소냐 오펜하겐
- 키르스텐 올레센
- 클라라 외스퇴
- 타미 외스트
- 율리에 욀고르
- 사라 요르트
- 안 요르트
- 보딜 우드센
- 에밀리 울레루프
- 에밀리 울리크
- 엘라 웅에르만
- 스테파니 응우옌
- 보딜 입센
- 이보네 잉달

## 차
- 다니카 추르치치
- 그레타 치

## 카
- 아나 카리나
- 린세 케슬레르
- 스테파니 코르넬리우센
- 마르그레테 코위투
- 누카카 코스테르발다우
- 시세 바베트 크누센
- 라우라 크리스텐센
- 레네 마리아 크리스텐센
- 스티네 피셰르 크리스텐센
- 게르다 크리스토페르센
- 베르테 크비스트고르
- 보딜 키에르
- 카탸 킨

## 타
- 로테 타르프
- 그레테 토르달
- 리세 톰센
- 에바 톰센
- 그레타 튀센

## 파
- 헬레 파그랄리드
- 키르스텐 파세르
- 헬레 파스트루프
- 엘나 판두로
- 베아트리세 팔네르
- 니나 반 팔란트
- 트리네 팔레센
- 플로라 팔레센
- 비르기테 페데르스피엘
- 파울라 일레만 페데르
- 요하네 페데르센단
- 잉게보그 페르손
- 엘세 페테르센
- 안 포레스트
- 클라라 폰토피단
- 카렌 포울센
- 울라 포울센 스코우
- 클라라 폰토피단
- 마리 카트리네 프레이슬레르
- 루이세 프레베르트
- 요이마리아 프레데릭센
- 엘세 프뢸리크
- 헬가 프리에르
- 그레테 프리세
- 엘렌 프리세
- 비르기테 프리세
- 루이세 피스테르
- 샤를로테 피스

## 하
- 안네 루이세 하싱
- 미미 하인리히
- 비베케 하스트루프
- 기다 한센
- 디테 한센
- 루디 한센
- 리브 한센
- 아스타 한센
- 베네딕테 한센
- 오세 한센
- 릴리 헤겔룬드
- 로네 헤르츠
- 에디트 헤르만센
- 기테 헤닝
- 베티 헤닝스
- 아스트리드 헤닝옌센
- 카야 헤이만
- 요하네 루이세 헤이베르
- 안나 헨리쿠스닐센
- 안네 마리 헬게르
- 베티 헬싱그렌
- 베티나 헬베르
- 메테 호른
- 구드룬 호울베르
- 조세핀 호이비에르
- 로테 호르네
- 시그리드 호르네라스무센
- 아스트리드 홀름
- 그레테 홀메르
- 엘세 회이고
- 페르닐레 회이마르크
- 솔비외그 회이펠드
- 알마 힌딩
- 엘렌 힐링쇠